# سياسة كينيا
تعمل سياسة كينيا ضمن إطار جمهورية ديمقراطية تمثيلية رئاسية، حيث يشغل رئيس كينيا منصبي رأس الدولة ورئيس الحكومة، وتتمتع بنظام متعدد الأحزاب وفقًا لدستور جديد تم إقراره عام 2010.
تُمارس السلطة التنفيذية من قِبل الفرع التنفيذي للحكومة برئاسة الرئيس الذي يرأس مجلس الوزراء، الذي يتألف بدوره من أشخاص مُختارين من خارج البرلمان. تُناط السلطة التشريعية حصرًا بالبرلمان. والسلطة القضائية مستقلة عن السلطة التنفيذية والسلطة التشريعية. صنفت وحدة الاستخبارات لإيكونومست كينيا على أنها «نظام هجين» عام 2018.

## السلطة التنفيذية
| المنصب      | الاسم          | الحزب  | الفترة الزمنية   |
| الرئيس      | أوهورو كينياتا | جوبيلي | منذ 9 أبريل 2013 |
| نائب الرئيس | وليام روتو     | جوبيلي | منذ 9 أبريل 2013 |

يُنتخب الرئيس لولاية مدتها خمس سنوات من قِبل الشعب. بالنسبة للانتخابات العامة التي جرت في مارس 2013، نصّ دستور كينيا على شرطين لإعلان فوز أي مرشح:
- أن يفوز بنسبة 25% من الأصوات على الأقل في أغلبية مقاطعات كينيا السبعة والأربعين.[1]
- أن يحصد 50% + 1 من مجموع عدد الأصوات الصالحة.

في حال لم يستوفِ أي من المرشحين هذه الشروط، تُجرى جولة إعادة بين المتنافسَين الحاصلَين على أعلى نسبة أصوات. نائب الرئيس هو زميل الترشح للفائز في الانتخابات الرئاسية في حين يُعيَّن أعضاء آخرون في مجلس الوزراء بموافقة الجمعية الوطنية من خارج البرلمان.
بين عامي 2008 و2013 كانت كينيا خاضعة لحكم تحالف كبير تأسس بموجب اتفاق لاقتسام السلطة، وقعه الرئيس مواي كيباكي آنذاك ورئيس الوزراء رايلا أودينجا من حزب الحركة الديمقراطية البرتقالية. حددت تلك الحكومة منصب رئيس الوزراء والوزراء بطريقة تعكس القوة النسبية للأحزاب السياسية في البرلمان العاشر في كينيا، إذ كان حزب رايلا أودينجا –الحركة الديمقراطية البرتقالية– أكبر الأحزاب. وبموجب اتفاق اقتسام السلطة، قام كل من الحزبين الرئيسيين أيضًا بتعيين نائب لرئيس الوزراء.

## السلطة التشريعية
يتألف البرلمان ثنائي المجلس من الجمعية الوطنية ومجلس الشيوخ. تضم الجمعية الوطنية – بونغي (بالسواحيلية: Bunge) – 349 عضوًا، يُنتخب منهم 290 عضوًا لفترة خمس سنوات من دوائر انتخابية ذات مقعد واحد، و47 امرأة ينتخبنَ من كل مقاطعة على حدة،12 عضوًا ترشحهم الأحزاب السياسية بالتناسب مع حصتهم من المقاعد التي يتم الفوز بها في الدوائر الانتخابية ذات العضوية الواحدة، وعضو بحكم المنصب: رئيس المجلس.
يضم مجلس الشيوخ 67 عضوًا. 47 منهم انتُخِبوا من مقاطعات تمثل دوائر فردية، و16 امرأة رشحتهن الأحزاب السياسية، ورجل وامرأة يمثلان الشباب ورجل وامرأة يمثلان الأشخاص ذوي الإعاقة. يعتبر المتكلم عضوًا بحكم منصبه.

## السلطة القضائية
تنقسم السلطة القضائية إلى محاكم عليا ومحاكم دنيا. وتتألف المحاكم العليا من: كبير القضاة ونائب كبير القضاة (وهم أعضاء في محكمة التمييز) وقضاة محكمة التمييز وقضاة المحكمة العليا وقضاة محكمة الاستئناف في كينيا (لا يوجد قضاة مساعدون) تُعينهم لجنة مستقلة للخدمة القضائية. يعيّن الرئيس كبير القضاة ونائبه/ـا من الأسماء التي اختارتها لجنة الخدمة القضائية وصوتت عليها الجمعية الوطنية. المحاكم الدنيا هي محاكم الصلح، ومحاكم القاضي (بالإنجليزية: Kadhi Courts) والمحاكم العسكرية ومحكمة الأحداث والمحكمة الصناعية. كبير القضاة الحالي هو ديفيد ماراغا.

## التقسيمات الإدارية
بموجب دستور عام 2010، تُقسم كينيا إلى 47 مقاطعة (بما في ذلك مدينتي نيروبي ومومباسا)، وتضم كلٌّ منها عددًا صحيحًا من الدوائر الانتخابية البرلمانية. ولكل مقاطعة جمعية منتخبة يُنتخب أعضاؤها من ضمن دائرة انتخابية ذات عضو واحد.
ثمّة أحكام تنص على تعيين أعضاء إضافيين في الجمعية لتحسين التوازن بين الجنسين ولتمثيل مجموعات خاصة مثل المعوقين والشباب. يتولى إدارة كل مقاطعة حاكم ونائب حاكم مُنتخبان، تساندهما لجنة تنفيذية يُختار أعضاؤها الآخرون من جمعية المقاطعات عن طريق القرعة.

## العضوية والمشاركة
إن كينيا عضو في كلٍ من
مجموعة دول أفريقيا والكاريبي والمحيط الهادئ،
البنك الإفريقي للتنمية،
الاتحاد الأفريقي
دول الكومنولث،
EADB،
اللجنة الاقتصادية لأفريقيا،
منظمة الأغذية والزراعة،
مجموعة ال 15،
مجموعة ال77،
الوكالة الدولية للطاقة الذرية،
البنك الدولي للإنشاء والتعمير،
منظمة الطيران المدني الدولي،
المحكمة الجنائية الدولية (توقيع)،
الحركة الدولية للصليب الأحمر والهلال الأحمر،
مؤسسة التنمية الدولية،
الصندوق الدولي للتنمية الزراعية،
مؤسسة التمويل الدولية،
الحركة الدولية للصليب الأحمر والهلال الأحمر،
إيقاد (منظمة)،
منظمة العمل الدولية،
صندوق النقد الدولي،
المنظمة البحرية الدولية،
اتحاد النقابات الدولي، منظمة الشرطة الجنائية الدولية،
اللجنة الأولمبية الدولية،
منظمة الهجرة الدولية،
المنظمة الدولية للمعايير،
الاتحاد الدولي للاتصالات،
بعثة الأمم المتحدة لتنظيم استفتاء في الصحراء الغربية،
بعثة منظمة الأمم المتحدة لتحقيق الاستقرار في جمهورية الكونغو الديمقراطية،
حركة عدم الانحياز،
منظمة حظر الأسلحة الكيميائية،
مؤتمر الأمم المتحدة للتجارة والتنمية،
يونسكو،
منظمة الأمم المتحدة للتنمية الصناعية،
بعثة الأمم المتحدة للمراقبة في العراق والكويت،
بعثة الأمم المتحدة للإدارة المؤقتة في كوسوفو،
بعثة مراقبي الأمم المتحدة في بريفلاكا،
جامعة الأمم المتحدة،
الاتحاد البريدي العالمي،
منظمة الصحة العالمية، 
المنظمة العالمية للملكية الفكرية، 
المنظمة العالمية للأرصاد الجوية، 
منظمة السياحة العالمية، 
منظمة التجارة العالمية

## وصلات خارجية
- Daily Nation
- The Standard